# El Cerro Blanco
El Cerro Blanco är en ort i Mexiko.   Den ligger i kommunen Yurécuaro och delstaten Michoacán de Ocampo, i den centrala delen av landet, 300 km väster om huvudstaden Mexico City. El Cerro Blanco ligger 1 713 meter över havet och antalet invånare är 217.
Terrängen runt El Cerro Blanco är varierad. Runt El Cerro Blanco är det ganska tätbefolkat, med 199 invånare per kvadratkilometer. Närmaste större samhälle är Yurécuaro, 7,9 km väster om El Cerro Blanco. I omgivningarna runt El Cerro Blanco växer huvudsakligen savannskog.